# باقی تبریزی
باقی تبریزی (میرعبدالباقی) ملقب به «دانشمند» و متخلص به «باقی» از شاعران و خوشنویسان سده‌های دهم و یازدهم هجری آذربایجان است. وی شاگرد علاءالدین تبریزی (علابیگ) بوده‌است.

## آثار
- تفسیر قرآن.
- شرح صحیفهٔ سجادیه.
- منهاج‌الولایه من کتاب نهج‌البلاغه.
- اشعار شکوایی، عرفانی و عشقی در قالب رباعی، قطعه و مفردات.